# العسيلة (جازان)
العسيلة قرية تابعة لمحافظة أبي عريش تقع على طريق جازان ابو عريش في المنتصف تقريباً.

## انظر ايضاً
- المعترض
- وتيشه
- جخيرة

## وصلات خارجية
- بيانات المجلس البلدي من الأمانة العامة لشؤون المجالس البلدية.
- حصر الخدمات بالمدن والقرى بمنطقة جازان.
- دليل الخدمات بمنطقة جازان.
- مصلحة الإحصاءات العامة والمعلومات.